# Jean-Pierre Dufrexou
Jean-Pierre Dufrexou est un homme politique français né le 4 septembre 1749 à Saint-Nazaire (Loire-Atlantique) et décédé le 30 juillet 1806 au même lieu.

## Biographie
Jean-Pierre Dufrexou est le fils de noble homme Jean du Frexou, sieur de la Maillardière, médecin, et d'Elisabeth Rolland. 
Avocat, il est délégué à l'assemblée de la sénéchaussée de Guérande en 1789 et est nommé secrétaire du Comité de permanence.
Maire de Saint-Nazaire le 3 février 1790 puis membre de l'administration du département, il est député de la Loire-Inférieure de 1791 à 1792, siégeant avec les modérés. Il est réélu maire de Saint-Nazaire en 1792, puis devient président du tribunal de Savenay en 1800.

### Sources
- « Jean-Pierre Dufrexou », dans Adolphe Robert et Gaston Cougny, Dictionnaire des parlementaires français, Edgar Bourloton, 1889-1891 [détail de l’édition]